# Cambridge-Dragoner-Kaserne

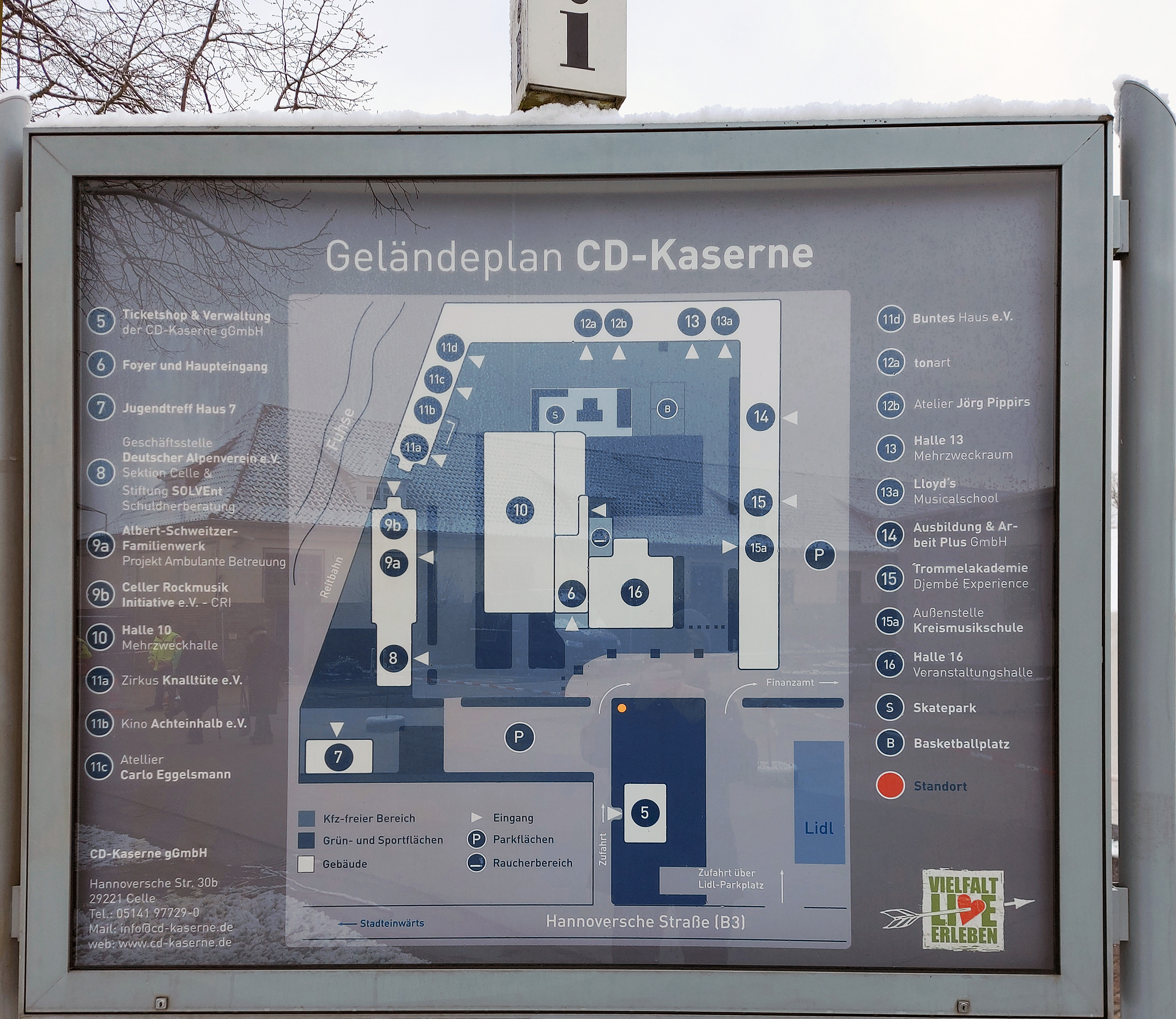
Geländeplan der CD-Kaserne

Die Cambridge-Dragoner-Kaserne, im Celler Volksmund auch CD-Kaserne, ist eine ehemalige Kaserne in Celle, Stadtteil Neuenhäusen.

## 1842 bis 1945
Die Kasernenanlage wurde von 1841 bis 1842 für die seit 1833 in Celle stationierten Cambridge-Dragoner, einem nach Adolphus Frederick, 1. Duke of Cambridge, benannten Dragonerregiment, errichtet. Das heute noch erhaltene ehemalige Stabsgebäude trägt die Jahreszahl 1842 sowie die Initialen E.A. des Königs Ernst August von Hannover.
Bis zum Ende des Königreichs Hannover (1866) blieben die Cambridge-Dragoner in Celle, mit der Annexion Hannovers durch Preußen zogen preußische Truppen in die Kaserne ein. Nach dem Deutsch-Französischen Krieg (1870/1871) bis nach dem Ende des Ersten Weltkriegs befanden sich Teile verschiedener Artillerie-Regimenter in der Kaserne. Zu Zeiten der Reichswehr war die Kaserne von 1919 bis 1932 Heimat einer Fahrabteilung. 1932 wurde die Heeres-Gasschule der Reichswehr von Bremen nach Celle verlegt, welche die Kaserne als Lehr- und Ausbildungseinrichtung nutzte.

## 1945 bis 1996
Nach Ende des Zweiten Weltkriegs bezogen britische Truppen die Kaserne und benannten sie in Goodwood-Barracks um. Ab 1976 befanden sich hier Einheiten der Bundeswehr, darunter der Stab der Panzerbrigade 33 und das Panzerbataillon 331. Seit 1990 hieß die Kaserne wieder Cambridge-Dragoner-Kaserne. 1996 wurde sie von der Bundeswehr geräumt.

## 1996 bis heute
Nach der Aufgabe als militärische Liegenschaft siedelten sich hier das Ost-Europa-Centrum Niedersachsen, der Ortsverband des Technischen Hilfswerks, das Bergamt Celle, eine Betriebsstelle des Niedersächsischen Eichamts, das Arbeitsgericht Celle, die Staatsanwaltschaft Lüneburg – Zweigstelle Celle –, das Staatliche Gewerbeaufsichtsamt Celle und das Schulaufsichtsamt Celle an. 2010 bezog das Finanzamt Celle hier einen Neubau. Für die Zeit der Sanierung des Celler Schlosstheaters von 2010 bis 2012 spielte das Ensemble im Übergangsdomizil Residenzhalle, die auf dem Gelände eingerichtet wurde.
Des Weiteren wurde auf dem Gelände ein Jugend- und Veranstaltungszentrum eingerichtet. Das 33.000 m² große Areal befindet sich unter der Verwaltung der gleichnamigen gemeinnützigen GmbH (gGmbH).

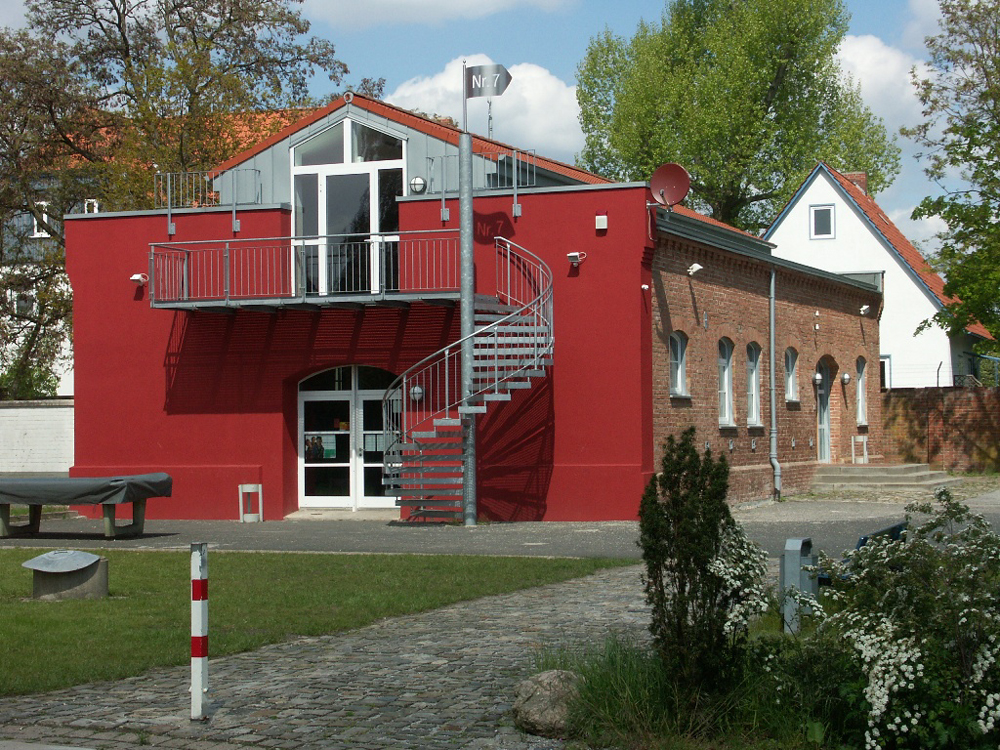
Haus 7

## Kultur
In den beiden Veranstaltungshallen 10 und 16 der ehemaligen Reiter-Kaserne finden unter anderem Rock-Konzerte, Partys, Hip-Hop-Events, Comedy-Veranstaltungen, Theateraufführungen, Kinder-Musicals und Lesungen statt.

## Jugendarbeit
Seit 1996 ist die CD-Kaserne mit Ferienprogrammen, Tagesaktionen und weiteren Angeboten für Kinder und Jugendliche aus Celle und Umgebung in der Jugendarbeit tätig. Auf dem Gelände unterhält die Jugendarbeit zurzeit zwei Einrichtungen:
- Das „Jugendcafé“ ist ein Treff für alle ab 16 Jahren.
- Das „Haus Nr. 7“ ist ein offener Treff für alle Altersgruppen.

## Ausbildungsbetrieb
Die CD-Kaserne ist Ausbildungsbetrieb für die Berufe Veranstaltungskaufmann/Veranstaltungskauffrau und Bürokaufmann/Bürokauffrau. Seit 2006 wird zudem zur Fachkraft für Veranstaltungstechnik ausgebildet.